# 高开
高开（？—352年5月17日），勃海郡蓨县（今河北省衡水市景县）人，前燕官员。

## 生平
永和七年（351年）四月，后赵发生内乱，后赵渤海郡人逄约拥帅部众数千家归附冉魏，冉魏任命逄约为渤海郡太守。前任太尉刘准和渤海郡的土著豪强封放另外聚集部众自我防备。燕王慕容俊派遣封放的堂兄封弈讨伐逄约，派遣昌黎郡太守高开讨伐刘准和封放。
高开到达渤海郡后，刘准和封放迎接慕容氏的军队并投降。
永和八年四月丙子（352年5月17日），前燕军和冉魏军展开廉台之战。冉闵认为部下大多是步兵，而前燕军都是骑兵，想要让军队前往树林中。慕容恪参军高开说：“我军骑兵在平地作战有利，如果冉闵得以进入树林，就无法再控制他。应该派遣轻装骑兵去拦截，等到交战后假装逃走，诱使他来到平地，然后可以进行攻击。”慕容恪听从了。前燕军大胜，高开受伤死去。

## 家庭

### 父亲
- 高瞻，西晋尚书郎

### 兄弟
- 高商，前燕辽西郡太守